# Ein zugriffsicheres Schließfach
Ein zugriffssicheres Schließfach (englisch The Safe-Deposit Box) ist eine Science-Fiction-Kurzgeschichte des australischen Schriftstellers Greg Egan, zuerst veröffentlicht in Asimov's Science Fiction im September 1990. Die Kurzgeschichte erschien ebenfalls in der Sammlung Axiomatic im Jahr 1995.

## Handlung
Ein Mann wacht jeden Tag in einem neuen Körper auf. Dieser ist immer männlich, in einem bestimmten Altersumfeld und der gleichen Stadt. In vielerlei Hinsicht fehlt es seinem Leben an Bedeutung, da etwa die Pflege seines Körpers sinnlos ist. Während seiner Kindheit brauchte er eine Weile um herauszufinden, dass andere Menschen nicht so leben. Ein Experiment eines Neurochirurgen wird als Ursache des Phänomens angenommen. Da der Mann jedoch stets in der gleichen Stadt wohnt, hat er ein zugriffssicheres Schließfach in ihrem Zentrum eingerichtet, um vergangene Erlebnisse aufzuschreiben. Er träumt davon, einen Namen zu haben, der wirklich nur ihm gehört.

## Hintergrund
Makoto Shinkai gab bekannt, dass die Kurzgeschichte als Inspiration für Your Name diente und schrieb auf X, dass die Heldin in einem früheren Entwurf noch nach jedem Aufwachen in einem anderen Körper steckte („in the earliest plot, the heroine was in a different body each time she woke up“).

## Auszeichnungen
Ein zugriffssicheres Schließfach gewann den zwölften Platz beim Locus Award im Jahr 1991 und erreichte den vierten Platz beim Asimov’s Science Fiction Magazine Readers’ Award im Jahr 1991.

## Kritik
Karen Burnham schreibt in Greg Egan (Masters of Modern Science Fiction), dass die Kurzgeschichte nur eine vage wissenschaftliche Prämisse hat („only the most hand-waving of scientific premises“), welche jedoch eher unplausibel ist („something rather implausible“) sowie wesentlich seltsamer („even stranger“) wenn etwa verglichen mit der Kurzgeschichte Mister Volition von Greg Egan. Zusammen mit Unstable Orbits in the Space of Lies gehöre Ein zugriffssicheres Schließfach zu den unwissenschafltichsten Kurzgeschichten von ihm („[t]his, along with 'Unstable Orbits in the Space of Lies', is just about as non-scientific as Egan gets“).
Thomas Christensen schreibt auf sfbook.com, dass die Kurzgeschichte vermutlich die coolste in der Sammlung Axiomatic sei („probably one of the coolest stories in this collection“).
Lorna Wallace schreibt im Reactor Magazine, dass es ein faszinierendes Thema ist und Greg Egan es mit einem philosophischen Anstrich ausführt („[i]t’s a fascinating concept and Egan executes it with philosophical flair“).